# Kenniscentrum Kinderrechten
Het Kenniscentrum Kinderrechten (KeKi) is een interuniversitaire samenwerking die van start ging op 1 januari 2010 en die tot doel heeft wetenschappelijk onderzoek over de rechten van het kind toegankelijk te maken.
De oprichting van het Kenniscentrum Kinderrechten is voorzien in het decreet van 18 juli 2008 over het Vlaams jeugd en kinderrechtenbeleid. 
KeKi bouwt voort op de expertise opgebouwd binnen het Centrum voor de Rechten van het Kind van de vakgroep Sociale Agogiek aan de Universiteit Gent. KeKi bestaat uit een samenwerking tussen de Universiteit Antwerpen, Vrije Universiteit Brussel, Hogeschool Gent, Universiteit Gent en de Katholieke Universiteit Leuven.
Doelgroepen van KeKi zijn de academische wereld, de Vlaamse overheid, en de verschillende jeugd- en kinderrechtenbewegingen. Om de informatie toegankelijk te maken bevat de website van KeKi de "kinderrechtendatabank", met een overzicht van instrumenten, Vlaams en internationaal onderzoek en wetenschappelijke publicaties over kinderrechten. 
KeKi werkt structureel samen met een aantal nationale en internationale kinderrechtenverenigingen waaronder de Europese Commissie (departement Justitie), UNICEF, Kind en Gezin, de Kinderrechtencoalitie en de Vlaamse Jeugdraad.   
KeKi brengt driemaandelijks het Tijdschrift voor Jeugd en Kinderrechten uit en bevat een samenvatting van nieuw onderzoek, commentaar op wetten en rechtspraak, maar bevat ook ruimte voor opinieteksten en bv. boekbesprekingen.
In 2014 publiceerde KeKi een beleidsadvies aan de vlaamse overheid met betrekking tot het gebruik van media. KeKi adviseerde de leeftijdsgrenzen waarin jongeren bepaalde media mogen bekijken (bijvoorbeeld film met het label 'verboden onder de 16 jaar') te herzien, en in sommige gevallen op te trekken tot 18 jaar. KeKi adviseerde daarenboven dat de wetgever de "nieuwe media" (bv. internet) niet uit het oog mag verliezen bij de opmaak van nieuwe wetten.
Uit een studie van KeKi blijkt dat jongeren die veel gewelddadig materiaal te zien krijgen in de media een lager zelfbeeld hebben, terwijl jongeren die veel beelden zien over vriendschappen een hoger zelfbeeld hebben.